# Let It Roll
Let It Roll is een nummer van de Amerikaanse rapper Flo Rida. Het is de vierde single van zijn vierde studioalbum Wild Ones. Het nummer werd geproduceerd door Axwell en soFly & Nius. Er is ook een tweede deel van de single, deze heet Let It Roll (Part Two) en daar rapt Lil Wayne het tweede refrein.

## Tracklist

### Let It Roll - ep
| 1. Let It Roll                                |  |  | 3:14 |
| 2. Let It Roll (Part 2) (featuring Lil Wayne) |  |  | 3:34 |

## Hitnoteringen

### Nederlandse Top 40
| Hitnotering: 12-01-2013 t/m 26-01-2013 | Hitnotering: 12-01-2013 t/m 26-01-2013 | Hitnotering: 12-01-2013 t/m 26-01-2013 | Hitnotering: 12-01-2013 t/m 26-01-2013 | Hitnotering: 12-01-2013 t/m 26-01-2013 |
| Week:                                  | 1                                      | 2                                      | 3                                      |                                        |
| -------------------------------------- | -------------------------------------- | -------------------------------------- | -------------------------------------- | -------------------------------------- |
| Positie:                               | 37                                     | 33                                     | 33                                     | uit                                    |

### NederlandseSingle Top 100
| Hitnotering: 29-12-2012 t/m 02-02-2013 | Hitnotering: 29-12-2012 t/m 02-02-2013 | Hitnotering: 29-12-2012 t/m 02-02-2013 | Hitnotering: 29-12-2012 t/m 02-02-2013 | Hitnotering: 29-12-2012 t/m 02-02-2013 | Hitnotering: 29-12-2012 t/m 02-02-2013 | Hitnotering: 29-12-2012 t/m 02-02-2013 | Hitnotering: 29-12-2012 t/m 02-02-2013 |
| Week:                                  | 1                                      | 2                                      | 3                                      | 4                                      | 5                                      | 6                                      |                                        |
| -------------------------------------- | -------------------------------------- | -------------------------------------- | -------------------------------------- | -------------------------------------- | -------------------------------------- | -------------------------------------- | -------------------------------------- |
| Positie:                               | 88                                     | 73                                     | 68                                     | 66                                     | 88                                     | 98                                     | uit                                    |

## Trivia
- Het nummer bevat een sample van het nummer Let the Good Times Roll van Freddie King.
- Let It Roll (Part 2) zit in de soundtrack van het computerspel FIFA 13.